# Национальная академия авиации Азербайджана
Национальная академия авиации Азербайджана (НАА; азерб. Milli Aviasiya Akademiyası) — государственное высшее учебное заведение Азербайджана, занимающееся подготовкой, повышением квалификации и переподготовкой авиационных кадров.

## История
Создана 15 июня 1992 года как Национальный центр Авиации. В 1994 году была преобразована в Hациональную академию авиации.
Первый выпуск академии состоялся в 1996 году. Число выпускников составляло 80.
С 1996 года ректором Академии является Ариф Пашаев.
По состоянию на 2012 год на очном и заочном отделениях академии по 20 специальностям проходили обучение 2 154 студента.

## Структура Академии
В состав Академии входят: 
- 5 учебно-лабораторных корпусов со специализированными аудиториями
- Центр подготовки пилотов (включая летные тренажеры по разным типам самолетов)
- Институт ИАТА
- Школа технического обслуживания
- Центр авиационной безопасности

Специализированные аудитории оснащены компьютерным мультимедийным оборудованием, техническими средствами обучения.
В Академии имеется электронная библиотека, фонд научно-технической, учебно-методической, справочной и специальной литературы.
При Академии действует Научно-исследовательский институт авиации с опытным производством. В его задачу входит исследование научных разработок и их внедрение в производство. В 2011 году институт разработал специальные мобильные радарные устройства «ETAI-R» и «ETAI-RV».
В 2008 году при Академии открыт музей авиации, содержащий материалы, отражающие историю авиации Азербайджана. Фонд музея составляет 6 тыс. экспонатов.

## Факультеты
Подготовка авиационных специалистов осуществляется на 5 факультетах:
- Летно-техническая эксплуатация воздушного транспорта
- Транспортные технологии
- Аэрокосмический факультет
- Экономика и право
- Заочный факультет

Обучение проводится на азербайджанском и русском языках. Условием приема на учебу является наличие законченного среднего или среднего специального образования.

### Факультет «Летно-техническая эксплуатация воздушного транспорта»
Факультет готовит специалистов, обеспечивающих безопасность полетов и эффективное руководство лётными подразделениями. Срок обучения на факультете 5 лет. Условие приема — наличие среднего или среднего специального образования. Обучение студентов осуществляется за счет средств госбюджета и на платной основе.
Специальность
- Эксплуатация воздушных судов
- Воздушная навигация
- Метеорология и климатология
- Техническая эксплуатация летательных аппаратов и авиационных двигателей
- Техническая эксплуатация авиационных электросистем и пилотажно-навигационных комплексов
- Техническая эксплуатация транспортного радиооборудования

Квалификации:
- Инженер-пилот
- Инженер-штурман
- Инженер-метеоролог
- Инженер-механик
- Инженер-электрик
- Радиоинженер

Кафедры факультета «ЛТЭВТ»:
- «Летная эксплуатация воздушных судов»
- «Авиационная метеорология»
- «Конструкция и эксплуатация летательных аппаратов и авиационных двигателей»
- «Специальное авиационное оборудование»
- «Авиационная радиотехника и электроника»

### Факультет «Транспортные технологии»
Срок обучения на факультете 4 года. Условие приема — среднее или среднее специальное образование. Формы обучения — бюджетная или контрактная.
Специальности:
- Организация авиатранспортного производства
- Инженер по организации перевозок и управлению на транспорте
- Организация авиационной безопасности
- Организация аварийно-спасательных и поисковых работ

Квалификации:
- Инженер-организатор авиатранспортного производства
- Транспортная логистика
- Инженер-организатор авиационной безопасности
- Инженер-организатор аварийно-спасательных и поисковых работ

Кафедры факультета «Авиатранспортное Производство»:
- «Авиационная психология и реабилитация»
- «Математики и механика»
- «Авиатранспортное производство»
- «Авиационная безопасность»
- «Физика»

### Аэрокосмический факультет
Сроки обучения на факультете: с присвоением квалификации (степени) бакалавра — 4 года, с присвоением квалификации инженера — 5 лет. Условие приёма — наличие среднего или среднего специального образования. Формы обучения — бюджетная или контрактная.
Специальности:
- Эксплуатация автоматизированных систем контроля полетов
- Автоматизированные системы обработки информации и управления
- Управление воздушным движением
- Аэронавигационное обеспечение
- Контроль качества, диагностические методы и приборы
- Аэрокосмический мониторинг
- Охрана окружающей среды и рациональное использование природных ресурсов

Квалификации:
- Инженер-системотехник
- Системотехник — бакалавр
- Инженер-диспетчер
- Инженер аэронавигационного обеспечения
- Инженер по приборостроению
- Инженер по аэрокосмическому мониторингу
- Инженер-эколог
- Компьютерный инженер

Кафедры Аэрокосмического факультета:
- «Аэрокосмические информационные технологии и системы управления» (АИТСУ)
- «Аэронавигация»
- «Автоматика и авиационные приборы»
- «Аэрокосмической мониторинг окружающей среды»
- «Физическое воспитание»

### Факультет «Экономика и Право»
Сроки обучения 4 года с присвоением степени бакалавра. Условие приёма — наличие среднего или среднего специального образования. Формы обучения — бюджетная или контрактная.
Специальности:
- Менеджмент
- Экономика
- Финансы
- Правоведение

Квалификации:
- Экономист
- Административный управленец
- Юрист

Кафедры факультета «Экономика и Право»:
- «Менеджмент»
- «Международные экономические отношения»
- «Юриспруденция»
- «Литература и язык»
- «Английский язык»
- «Общественные науки»

### Заочный факультет
Срок обучения на факультете — 5 лет. Обучение осуществляется на контрактной основе. Условия приема — среднее, среднее специальное и высшее образование.
Специальности:
- Организация авиатранспортного производства
- Управление воздушным движением
- Техническая эксплуатация летательных аппаратов и авиационных двигателей
- Техническая эксплуатация авиационных пилотажно-навигационных комплексов и электросистем
- Техническая эксплуатация транспортного радиооборудования
- Организация авиационной безопасности
- Международные экономические отношения
- Международное право
- Организация таможенного дела
- Менеджмент зарубежных представительств авиакомпаний
- Диагностика
- Экономика и управление сферами производства и обслуживания
- Метеорология и климатология
- Охрана окружающей среды и рациональное использование природных ресурсов

## Международное сотрудничество
9 апреля 2024 года Академия подписала меморандум о сотрудничестве с Университетом Каппадокии. Университет Каппадокии будет обучать студентов Академии на специалистов для категории А по технической эксплуатации самолетов.

## Центр подготовки пилотов
Центр создан в 2010 году. Включает отдел теоретической подготовки и отдел практической подготовки.
Центр проводит курсы начальной подготовки, переподготовки и повышения квалификации в сфере авиации для компаний авиационной отрасли Азербайджана и государственных органов в сфере авиации.
По окончании курсов выдаются сертификаты.
В центре используются Door Trainer (А-319/320, В-757-200; ATR-42/72), имитатор дыма и пожара, бассейн, в котором осуществляется подготовка к водоспасательным работам, комплекс мониторинга досмотра пассажиров и багажа, авиатренажёры по типам воздушных судов.
В отделе практической подготовки имеются 4 летных симулятора на типы ВС Airbus A320, Boeing 757/767, ATR-42/72, а также вертолет Mi-8AMT.
К сентябрю 2024 года планируется установка симулятора полного полета 777-200LR Interchange Reality7e.